# Euzet
Euzet är en kommun i departementet Gard i regionen Occitanien i södra Frankrike. Kommunen ligger i kantonen Vézénobres som tillhör arrondissementet Alès. År 2022 hade Euzet 491 invånare.

## Befolkningsutveckling
Antalet invånare i kommunen Euzet
Referens:INSEE